# 井上玲美
井上 玲美（いのうえ れみ、1987年5月25日 - ）は、東京都青梅市出身の元女子競輪選手。日本競輪学校（当時。以下、競輪学校）第104期生。

## 来歴
東海大菅生高校時代の2005年、全国高等学校選抜自転車競技大会・個人ロードレースで優勝。その後、法政大学に進学。全日本自転車競技選手権大会では毎年上位の成績を収めながら、和田見里美らの存在が立ちはだかり、なかなか優勝に辿りつけなかった。しかし、2011年に2種目制覇、2012年にもポイントレースで優勝した。
2011年12月16日に、日本競輪学校第104回（女子第2回、技能）試験に合格。
2018年3月29日引退。通算398戦5勝、3連対率14.3%。
2007年
- トラックレース全日本選手権
  - ポイントレース 3位

2008年
- トラックレース全日本選手権
  - 個人追抜 2位

2009年
- 全日本選手権・個人タイムトライアル 2位
- トラックレース全日本選手権
  - 個人追抜 2位
  - ポイントレース 2位

2010年
- トラックレース全日本選手権
  - 個人追抜 3位

2011年
- トラックレース全日本選手権
  -  個人追抜 優勝
  -  ポイントレース 優勝
- 全日本選手権・個人タイムトライアル 3位

2012年
- トラックレース全日本選手権
  -  ポイントレース 優勝
  - 個人追抜 3位

2013年
- 3月29日、競輪学校を卒業。同校の在校競走成績は第15位（2勝）[2]。
- 4月10日、日本競輪選手会東京支部所属の競輪選手として登録された。
- 5月10日、京王閣競輪場でデビューし4着。

2014年
- 8月26日、弥彦競輪最終日で初勝利。

2018年
- 3月29日、選手登録消除。通算成績398戦5勝。